# Euchlaenidia rhombifera
Euchlaenidia rhombifera är en fjärilsart som beskrevs av Paul Dognin 1920. Euchlaenidia rhombifera ingår i släktet Euchlaenidia och familjen björnspinnare. Inga underarter finns listade i Catalogue of Life.